# Diplazon anolcus
Diplazon anolcus är en stekelart som beskrevs av Dasch 1964. Diplazon anolcus ingår i släktet Diplazon och familjen brokparasitsteklar. Inga underarter finns listade i Catalogue of Life.